# Fender Jazz Bass
Fender Jazz Bass (lub J-Bass) – drugi z kolei model gitary basowej zbudowanej przez Leo Fendera. W przeciwieństwie do Precision Bassu posiada zwiększone możliwości brzmieniowe dzięki zastosowaniu dwóch przetworników typu single-coil umieszczonych przy mostku i gryfie, które w połączeniu ze sobą generują bardzo charakterystyczne, „warczące” brzmienie.

## Historia
Pierwszy raz zaprezentowany w 1960 roku J-Bass był przedstawiany jako model „Deluxe”, podobnie jak jego sześciostrunny kuzyn – gitara Jazzmaster. Przydomek „Jazz” dla tych obu gitar wziął się z założenia, iż bardziej smukła oraz zaokrąglona szyjka przypadnie do gustu gitarzystom jazzowym. Jazz Bass posiada dwa przetworniki typu single coil, z dwoma magnesami przypadającymi na każdą strunę. Takie rozwiązanie daje wzmocnione środkowe pasmo brzmienia, charakterystyczne dla basów przedsiębiorstwa Rickenbacker, z którymi produkt Fendera dzieli jeszcze jedną cechę – asymetryczny kształt korpusu, ale budzący mniej kontrowersji niż konkurencyjne modele Rickenbackera. Gryf przykręcany do korpusu (technika bolt-on) to standardowy sposób łączenia tych obu elementów dla wszystkich gitar Fendera; Jazz Bass nie jest wyjątkiem. Jak wygląd P-Bassu był inspirowany modelem Telecaster, tak Jazzmaster był inspiracją dla kształtu gitary Jazz Bass. Pierwsze J-Bassy posiadały dwa koncentryczne pokrętła regulujące głośność (volume) i brzmienie (tone) indywidualnie dla każdej przystawki. Instrumenty o takiej konfiguracji są dzisiaj poszukiwane przez wielu kolekcjonerów na rynkach gitar typu vintage, gdyż są one bardzo rzadkimi egzemplarzami. W roku 1963 Jazz Bass otrzymał trzy pokrętła; dwa z nich regulowały głośność przetworników, a trzeci – brzmienie końcowe (overall tone). Kilka zmian kosmetycznych miało miejsce w roku 1965, kiedy to korporacja CBS kupiła przedsiębiorstwo Fender. Na przełomie lat 1965–1966 palisandrowa podstrunnica instrumentu otrzymała ozdobne inkrustacje z pearloidu w kształcie prostokąta oraz jasną obwódkę, a główka z owalnymi kluczami była malowana w kolorze korpusu. Podobne wyposażenie gitary z klonową podstrunnicą pojawiło się w roku. W roku 1972 Fender wprowadził trójśrubowe mocowanie gryfu i mechanizm „Micro-Tilt”, który został wycofany razem z prostokątnymi inkrustacjami w roku 1983. Na ich miejscu pojawiło się tradycyjne mocowanie czterośrubowe oraz markery w kształcie kropek, bez obwódki podstrunnicy.
Charakterystyczny wygląd J-Bassu jest naśladowany przez wielu renomowanych producentów, takich jak przedsiębiorstwo Sadowsky czy Modulus, oraz jest inspiracją dla wielu lutników. Ekonomiczne kopie gitary basowej Fendera są produkowane najczęściej na Dalekim Wschodzie.

## Wersje specjalne

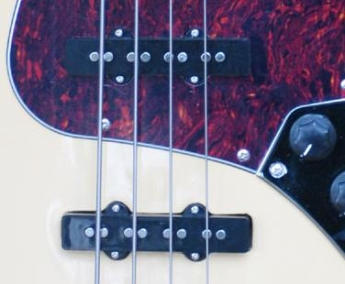
Przetworniki typu single coil

Pierwsze wersje specjalne gitar Jazz Bass zaczęły powstawać w Japonii w latach 80. XX wieku – m.in. Jazz Bass Special z przystawką split-coil zapożyczoną z basu Precision przy gryfie i single-coil przy mostku; pojawiły się także pierwsze fabryczne wersje bezprogowe. W latach 90. zaczęto produkcję J-Bassów Deluxe wyposażonych w aktywną elektronikę (preamp). Instrumenty z tej grupy można rozpoznać po tym, że w miejscu gniazda jack i tradycyjnego pokrętła brzmienia (tone) znajdują się trzy (w serii American Deluxe) potencjometry odpowiedzialne za ustawienia equalizera: regulujące górne pasmo brzmienia (treble), środkowe (middle) i dolne (bass). Gitary basowe Fendera z tą konfiguracją występują w wersjach z 20, 21 i 22 progami, oraz z dziewięciowoltowym przedwzmacniaczem (czasem z osiemnastowoltowym). Dzisiaj montowane są w nich aktywne przetworniki bezszumowe Samarium Cobalt Noiseless, zaprojektowane przez Billa Lawrence’a. Wcześniej były to pickupy typu single coil z pojedynczymi magnesami pod jedną struną (1995-1999) i przystawki Vintage Noiseless (2000-2003). W serii Deluxe produkowanej w Stanach Zjednoczonych można doszukać się unikalnego kształtu korpusu, który umożliwia dostęp do wyższych rejestrów na podstrunnicy. Przycisk S-1 zmieniający połączenie przetworników z równoległego na szeregowe i odwrotnie pojawił się w Jazz Bassach produkcji amerykańskiej w roku 2003 wraz z debiutem edycji American Series. Kiedy oba przetworniki były połączone szeregowo, a więc gdy przycisk był wciśnięty, gitara generowała dźwięk podobny do brzmienia P-Bassu, lecz ich głośność regulowana była jednym pokrętłem. Seria Highway One posiadała mostki typu BadAss II oraz wygląd przypominający basy typu vintage, jednak została zastąpiona przez serie Classic i Road Worn, wnoszące postarzany osprzęt i lakier nitro, upodabniający gitarę do dużo starszych instrumentów z lat 60. Linię American Series zastąpiono w 2008 roku serią American Standard, w której nowością są lżejsze o 30% klucze Hipshot oraz ulepszony mostek. Nowym rozwiązaniem jest także cieńsza warstwa lakieru. W latach 2001–2007 produkowane były droższe wersje Jazz Bassu z serii Deluxe, takie jak QMT i FMT. Pierwsza z nich charakteryzowała się topem korpusu wykonanym z klonu oczkowego, natomiast druga – z klonu płomienistego. Oba modele charakteryzowały się prostokątnymi inkrustacjami na podstrunnicy oraz złotym osprzętem.

## Artyści
Specyficzne, funkowe brzmienie J-Bassu ma bardziej wyraźną, szklistą górę od P-Bassu, co sprawia, że idealnie się nadaje do grania zarówno techniką slappingu, jak i zwykłej gry palcami. Instrument ten stał się klasyką nurtu jazz fusion dzięki wybitnemu basiście, Jaco Pastoriusowi. Fender Jazz Bass zaistniał w dłoniach takich muzyków, jak Geddy Lee (Rush), Adam Clayton, Marcus Miller, John Paul Jones (Led Zeppelin), John Entwistle (The Who), Larry Graham (Graham Central Station), Bert Ruiter (Focus), Noel Redding (The Jimi Hendrix Experience), Les Claypool (Primus), Frank Bello (Anthrax), Aston Barrett (Bob Marley and The Wailers), Martin Mendez (Opeth), Tim Commerford (Rage Against The Machine), Flea (Red Hot Chili Peppers), Carlos Dengler (Interpol), Conrad Lant (Venom), Mike Kroeger (Nickelback), Waldemar Tkaczyk, Bogusław Mietniowski, Paweł Mścisławski (Oddział Zamknięty oraz Lady Pank) oraz wielu innych artystów, którzy odcisnęli swoje piętno w niemal wszystkich dziedzinach muzyki rozrywkowej.